# Fernand Jouteux
Eugène Maurice Fernand Jouteux (Chinon, 11 janvier 1866 - Tiradentes, Brésil, 16 septembre 1956), est un compositeur et chef d'orchestre français.

## Biographie
Fils d'un avocat de Chinon, il étudie à l'école secondaire locale puis, en 1884, entre au cours de composition au Conservatoire de Paris de Jules Massenet.
En 1894, il part s'installer au Brésil dans le Pernambouc à Garanhuns comme professeur de piano. Après un court passage comme directeur de l'école municipale de musique d'Oran (1910), il revient au Brésil où il dirige des opéras. 

## Œuvres
- Panama, quadrille brillant pour piano, 1883
- Ma Première, valse pour piano, 1884
- A l'amiral Courbet, strophes, 1885
- Au Bord du lac !, rêverie, paroles de Alphonse Jouteux, 1885
- À une Rose !, bluette, paroles de Alphonse Jouteux, 1885
- L’Étoile d'or !, polka pour piano, 1885
- Les Prunes !, chanson, poésie de Alphonse Daudet, 1890
- Rondel printanier !, poésie de Alexis Noël, 1890
- Bellator Domini, oratorio composé pour le XVe centenaire de la mort de saint Martin, 1897
- Airs Soudanais de la cour de Samory, d'après Ibrahim Sam'ba (chef suprême des musiciens noirs du Sénégal), transcrit pour piano, 1899
- Ode à Balzac, poème de Horace Hennion, musique de Fernand Jouteux, exécutée au Théâtre-Français de Tours, le 6 mai 1899, pour le centenaire d'Honoré de Balzac, partition piano et chant, 1899
- Rosée !, lied, poésie de France Darget, op. 15, 1908
- Hymne à la Touraine, poésie de Horace Hennion, 1909
- Ma Fille, veux-tu un bouquet ?, vieille chanson française harmonisée et mise en chœur à 4 voix mixtes sans accompagnement, 1910
- Hymne à la France, paroles de Paul Déroulède, 1914
- Aux Étoiles (Horace Hennion), lied, pour ténor ou soprano (op. 16), chant et piano, 1923
- Le Chevalier Misère (Elizabeth de la Sauge), lied, pour ténor ou soprano (op. 16.), chant et piano, 1923
- O sertão (Le serton), grand opéra brésilien en 4 actes sur l'épopée de canudos, poème français et musique de Fernand Jouteux, 1953